# Crodegango de Metz
Crodegango o Crodegando (Hesbaye, ¿? - Metz, 6 de marzo de 766) fue obispo de Metz desde 742 o 748 hasta su muerte.

## Biografía
Nació a principios del siglo VIII en Hesbaye (Bélgica) de una familia franca noble por parte de su madre Landrada. Fue educado en la corte de Carlos Martel, donde llegó a ser su secretario, y en 737 se convirtió en primer ministro. El 1 de marzo de 742, a la muerte de su protector, fue nombrado obispo de Metz, aunque siguió ejerciendo sus cargos laicos.
En 748 fundó la abadía de Gorze (cerca de Metz). También obtuvo las reliquias de San Nazario, y para Gorze las de San Gorgonio. Crodegango fue un factor preponderante en la coronación de Pipino en 751, en la derrota que este infligió a los Lombardos en Italia y en la entrega del exarcado de Rávena y otros territorios a la Santa Sede. El santo acompañó al Santo Padre a Ponthieu. Otra muestra de favor que recibió de la Santa Sede fue el derecho de precedencia sobre los demás obispos francos.
Después de la muerte de San Bonifacio, el Papa confirió el  palio a Crodegango (754-755), con lo que le convertía en arzobispo.
Murió en Metz y fue enterrado en la abadía de Gorze, donde se guardan sus reliquias.

## Regula canonicorum
Sin duda, una de las mejores aportaciones de Crodegango fueron las reglas que terminaron difundiéndose por todo el territorio católico franco. Muchos clérigos estaban involucrados en asuntos mundanos y los jóvenes no recibían una preparación adecuada en materia de ciencia y disciplina. San Crodegango empezó la reforma en su propia ciudad, publicando una serie de cánones, basados principalmente en la regla de San Benito.
La Regula canonicorum o código de Crodegando, repartido en 34 capítulos (que luego se extenderían a 86), modelaría las nuevas normas del clero. Según este reglamento, tanto el alto como el bajo clero tenía que habitar en comunidad, y obligaba a todos a asistir al oficio divino. Las diversas comunidades estaban obligadas a leer, cada día, un capítulo; por ello, dichas reuniones recibieron el nombre de «capítulos» y, los participantes se empezaron a llamar «capitulares». Se llamó «canónigos» a todos aquellos a quienes obligaban los cánones o reglas episcopales. Como los conventuales tenían sus propias reglas, se les llamó «regulares».
La fama de San Crodegango hizo que su reforma se propagara rápidamente a otras diócesis, hasta llegar a oídos de Carlomagno. El emperador determinó que todos los clérigos fueran «canónigos» o «regulares». De esta suerte, fue muy notable la influencia que tuvo el santo en el movimiento regular que se extendió por Francia, Alemania, Italia y la Gran Bretaña.